# Anfeng, Hunan
Anfeng (kinesiska: 安丰乡) är en socken i Kina. Den ligger i provinsen Hunan, i den södra delen av landet, omkring 160 kilometer nordväst om provinshuvudstaden Changsha. Antalet invånare är 25 386. Befolkningen består av 12 582 kvinnor och 12 804 män. Barn under 15 år utgör 12,0 %, vuxna 15-64 år 73 %, och äldre över 65 år 13,0 %.
Runt Anfeng är det tätbefolkat, med 511 invånare per kvadratkilometer. Närmaste större samhälle är Anxiang, 8,3 km öster om Anfeng. Trakten runt Anfeng består till största delen av jordbruksmark.
Genomsnittlig årsnederbörd är 1 693 millimeter. Den regnigaste månaden är maj, med i genomsnitt 281 mm nederbörd, och den torraste är december, med 34 mm nederbörd.